# 王沛然
王沛然（英文名：Petrina Wong，1980年9月18日—） ，前任有線新聞台高級主播/記者。
王沛然中學時期就讀於聖士提反女子中學；2003年於香港中文大學新聞學碩士畢業，隨即透過有線電視的「新一代」招聘計劃加入有線新聞。
王沛然加入有線新聞後曾擔任外電記者，後任職新聞台主播，曾主持財經資訊台節目《休娛大腳板》。她稱，最難忘的工作經驗為初次出外採訪作現場直播。
2013年11月，王沛然離開任職十年的有線主播崗位。

## 年表
2007年，曾接受商業電台節目《有誰共鳴》訪問，談及自己的生路歷程。
2008年，王沛然亦曾主持財經資訊台節目《香港刺針》。
2009年7月，王沛然與其他九位主播莊安宜、王春媚、王巧、關善茹、王靜茵、游安怡、曾美華、張曉雯及劉紫鳳出版《有線主播點．線．面》。
2010年12月25日，王沛然接受浸禮加入九龍城浸信會。
2011年7月，王沛然首次推出個人散文集《填充題》。
2012年2月25日，王沛然與劉偉恒於九龍城浸信會結婚。
2013年1月，王沛然因懷孕暫時離開主播崗位。
2013年3月2日，長女出生，取名劉子晴（暱稱饅頭）。
2013年11月，王沛然離開任職十年的有線電視，轉職通訊事務管理局（牌照管理組-高級廣播事務主任），並於2014年2月及3月主持无线及亞視的本地免費電視節目服務牌照續期公聽會。
2015年1月2日，幼女出生，取名劉子悅（暱稱包包）。

## 電影作品
- 《王家欣》（2015年）編劇
- 《某日某月》（2018年）編劇

## 曾主持節目
- 2006-2007：休娛大腳板（有線電視）
- 2007-2008：問你點算好（與王賢誌）（有線電視）
- 2008：香港刺針（與黎則奮）（有線電視）
- 2013：小事大意義（有線電視）
- 2016：愛地球觀察站（第330集）（創世電視）